# Metal de sacrifício

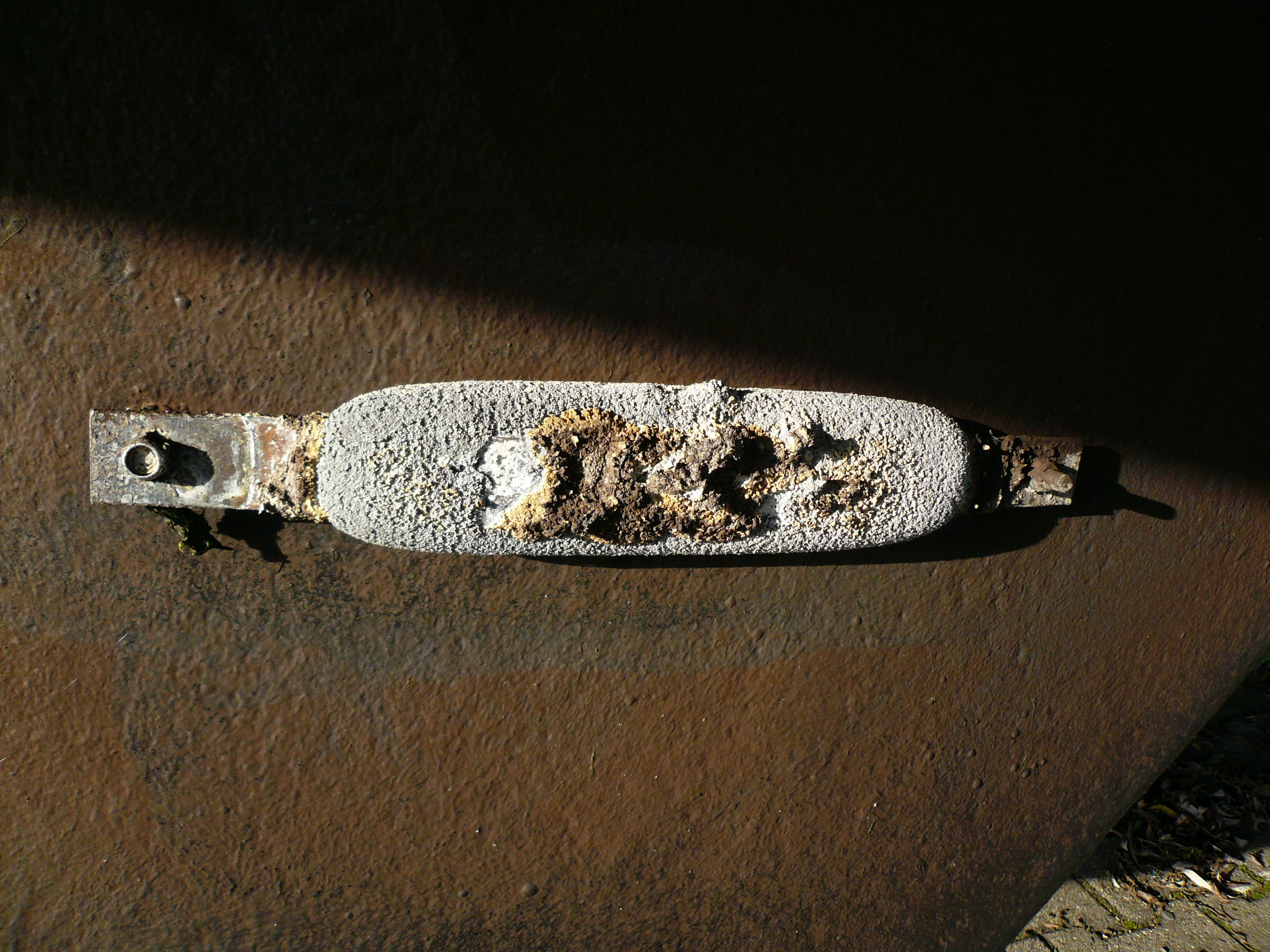
Metal de sacrifício parcialmente corroído ligado ao casco de um navio.

Metal de sacrifício ou ânodo de sacrifício é qualquer metal utilizado em estruturas submetidas a ambientes oxidantes, com o objetivo de ser oxidado em seu lugar. Esse metal deve possuir menor poder de redução do que o material utilizado na estrutura (consequentemente, maior poder de oxidação), para que possa ser "sacrificado" e protegê-la. O zinco e o magnésio são metais comumente utilizados com esse objetivo. A utilização de um metal de sacrifício é um método de proteção catódica.

## Exemplos
O ferro, utilizado em cascos de navio, em contato com a água do mar, se oxidaria muito facilmente se não houvesse um metal de sacrifício, normalmente o magnésio. Considerando que substituir plaquetas de magnésio é muito mais barato do que substituir a estrutura de ferro, fica clara a vantagem da sua utilização.